# Hondsbossche Dünen
Die Hondsboschen Duinen sind ein künstlich geschaffenes Dünengebiet in der Provinz Noord-Holland der Niederlande. Um den alten sechs Kilometer langen Seedeich zwischen Petten und Camperduin zu schützen und zu verstärken, wurden zwischen 2013 und 2015 umfangreiche Sandvorspülungen geschaffen und zu einer Dünen- und Strandlandschaft in naturnaher Gestaltung profiliert. Mit Abschluss der Arbeiten erhielt die Landschaft ihren offiziellen Namen und bildet seitdem eine Verbindung der Dünengebiete des Zwanenwaters im Norden mit den Schoorlser Dünen im Süden. Damit ist in Nordholland das längste zusammenhängende Dünengebiet der Niederlande entstanden, das sich von Den Helder im Norden bis nach IJmuiden im Süden erstreckt. 

## Geschichte
Durch ihre geografische Lage kämpfen die Niederlande seit Urzeiten mit und gegen die Fluten der Nordsee. Fast ein Drittel des Landes liegt unter dem Meeresspiegel, sodass ohne die umfangreichen Deichbaumaßnahmen die Hälfte des Landes unter Wasser stünde. Eine schwere Sturmflut im Mittelalter zerstörte 1421 das Dünengebiet zwischen Petten und Camperduin. Als Ersatz errichteten die Holländer den Seedeich „Hondsbossche en Pettemer Zeeweering“. Doch der aus Sand gebaute Deich brach immer wieder. Erst 1880 erhielt der Deich seine heutige Form und in der Folgezeit auf seiner Seeseite eine starke Befestigung durch Asphalt und Basaltblöcke.
Die letzte Sturmflut im Februar 1953 zeigte deutlich die Schwächen im Deichbau und der nachlassenden Sorgfalt in der Erhaltung und Wartung der Deiche. Um eine Wiederholung einer solchen Katastrophe zu verhindern, wurde der Plan für die Deltawerke ins Leben gerufen, der den Höhepunkt der großen wasserbautechnischen Projekte in den Niederlanden darstellt. Durch riesige Absperrbauwerke im gesamten Rhein-Maas-Delta wurde die Deichlinie extrem verkürzt und alle Deiche an der Nordsee erhielten eine neue Ausbauhöhe von 11,5 Meter über NAP (Normaal Amsterdams Peil). In der Folge wurde 1977 bis 1981 auch der Seedeich bei Petten durch eine Spundwand nochmals um 70 Zentimeter erhöht.

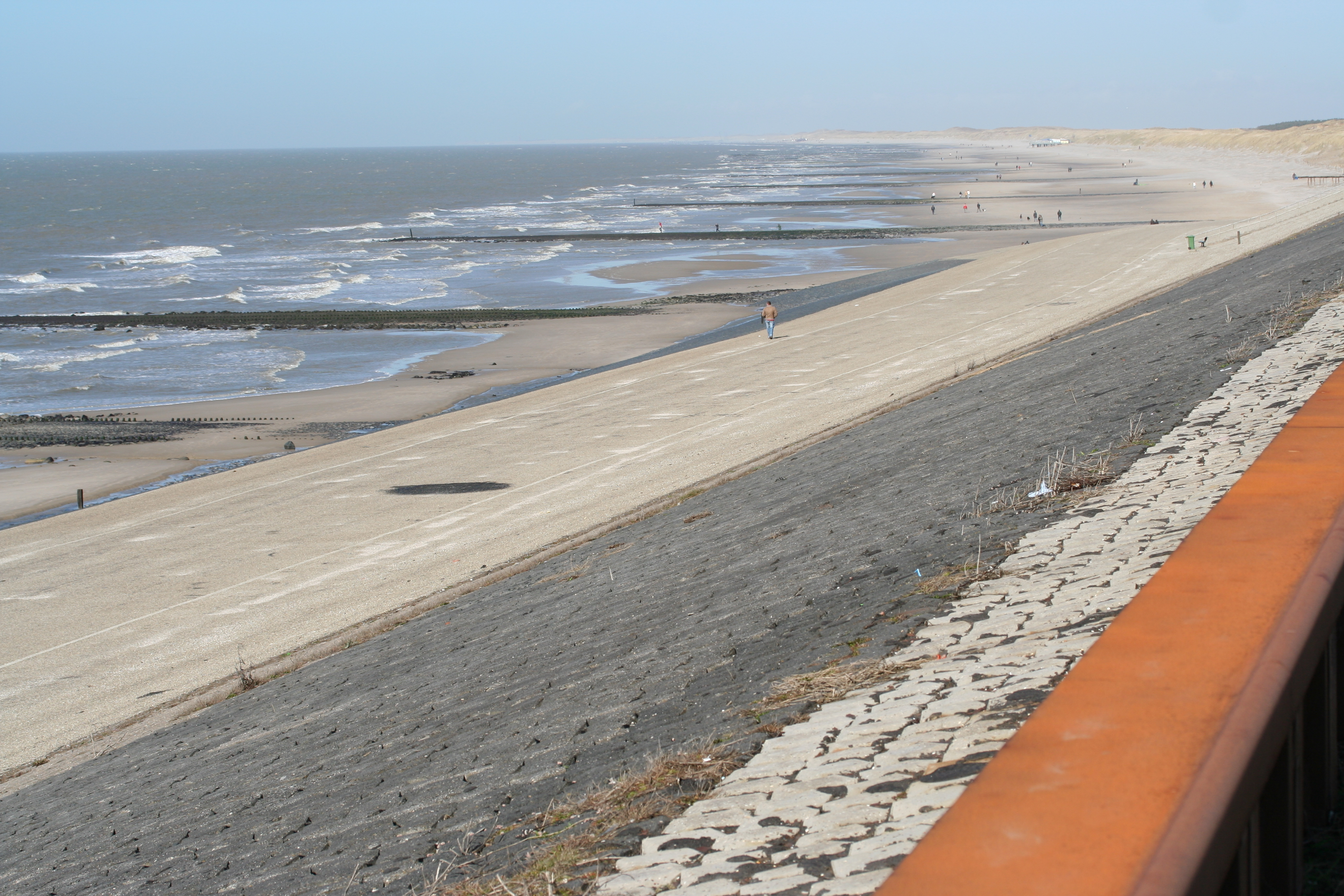
Seedeich Blickrichtung Norden (2006)
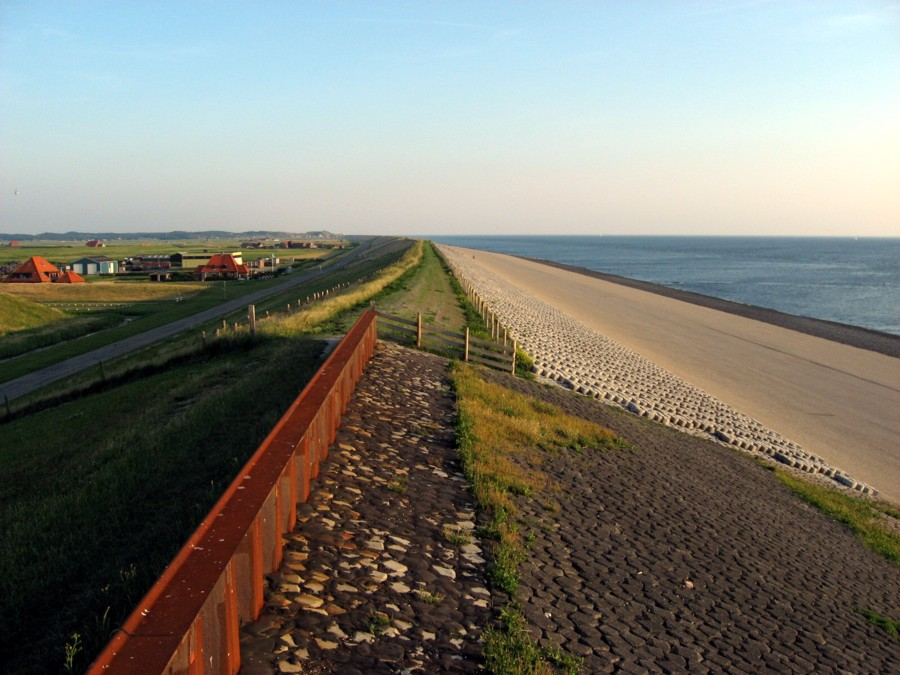
Seedeich Blickrichtung Süden mit Spundwand (2005)
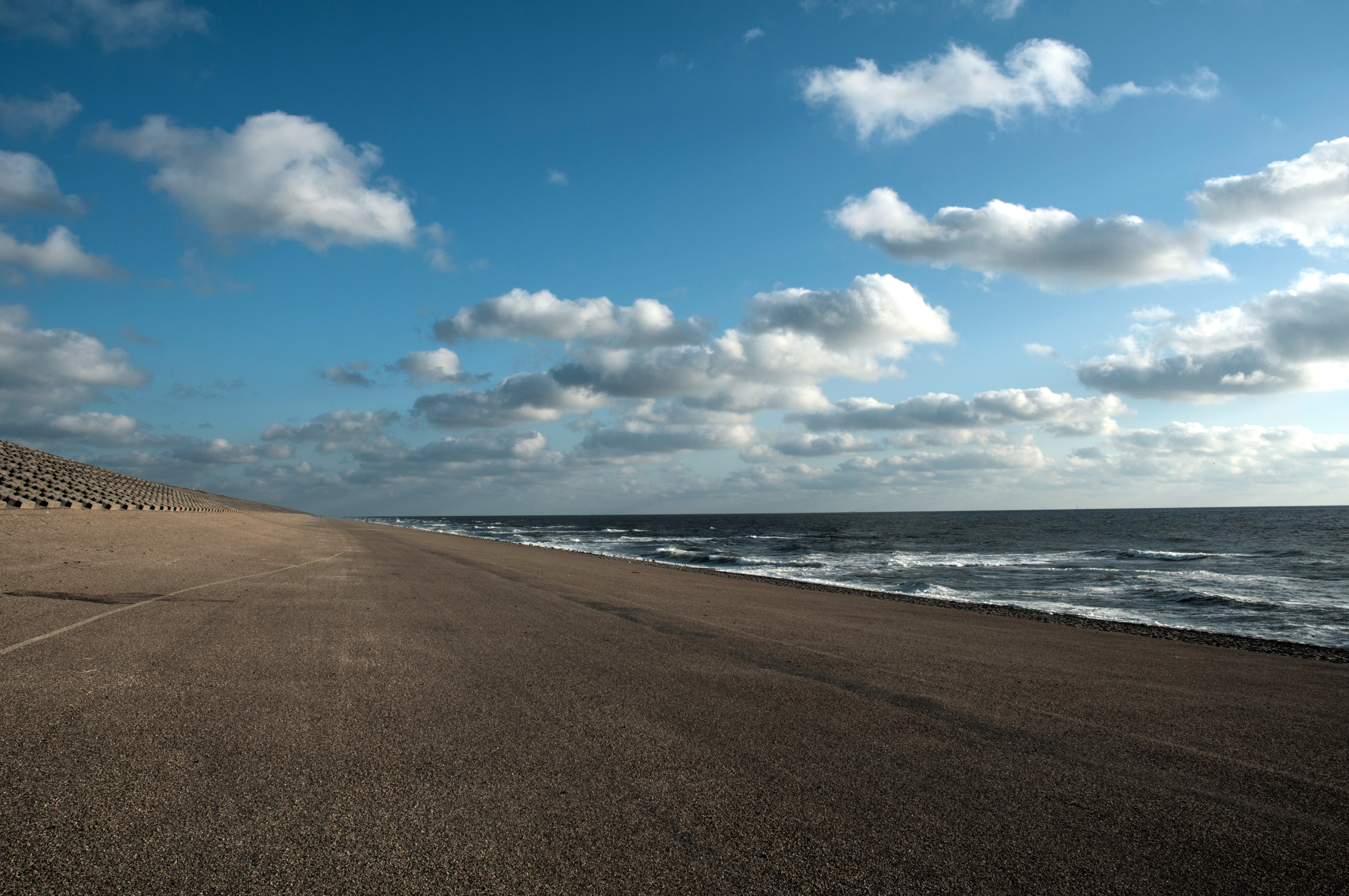
Details der alten Deichbefestigung
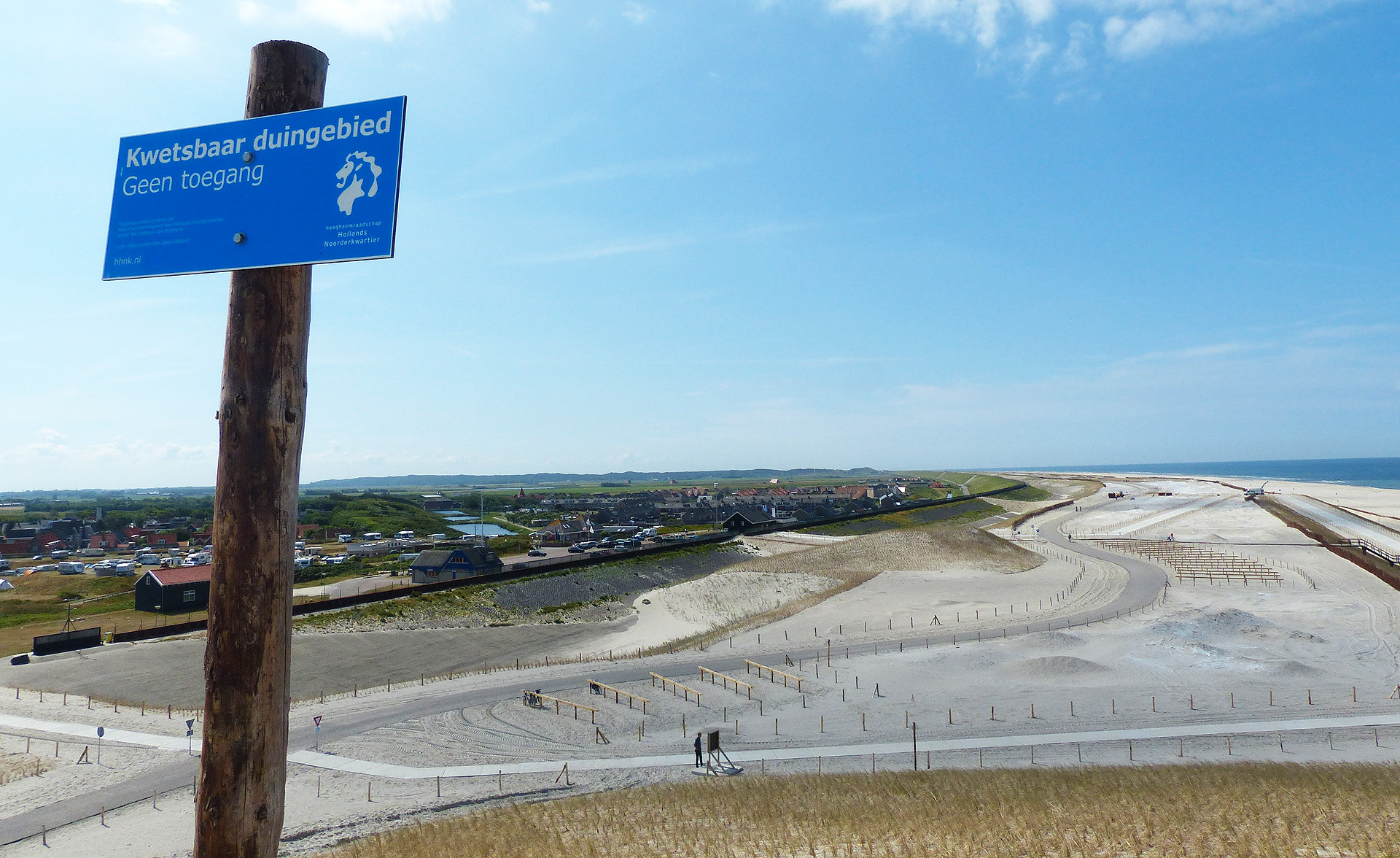
Hondsbossche Dünen mit sichtbarem alten Deich – Blick von Panoramadüne Richtung Süden (2015)

## Zukunft
Durch die Klimaveränderungen wird ein Anstieg des Nordseewasserspiegels erwartet. Daher denkt man in den Niederlanden über weiteren Küstenschutz nach und untersucht die Deiche auf ihre Schwachpunkte. Grundlage ist ein statistisch ermittelter Nordseewasserstand für ein Ereignis, das ein Mal in 10.000 Jahren (10.000-jährliches Hochwasser) auftritt z. B. eine extreme Springflut in Kombination mit heftigem Nordweststurm. Eine Springflut wird durch bestimmte Konstellationen von Mond und Sonne hervor gerufen und bringt deutlich höhere Tidewasserstände als normal. Bei anhaltenden Nordweststurm in Orkanstärke wird durch Windstau das Ablaufen des Wassers bei Ebbe verhindert, sodass bei der nächsten Flut noch höhere Wasserstände befürchtet werden müssen.
Untersuchungen im Jahr 2004 zeigten, dass der „Hondsbossche“ eines von acht schwachen Gliedern in der Deichkette der niederländischen Küste darstellt und einem 10.000-jährigen Hochwasserereignis nicht Stand halten würde. Da man seit Ende des 20. Jahrhunderts in den Niederlanden über neue Methoden des Küstenschutzes nachdachte, beschlossen die zuständigen öffentlichen Verwaltungen (Rijkswaterstaat, Provinzregierung und der Wasserverband Hoogheemraadschap Noorderkwartier) keine traditionelle Deichverstärkung durchzuführen. Statt weiteren künstlichen Befestigungen und Deicherhöhungen sollte ein 250 Meter breiter Dünen- und Strandstreifen angelegt werden, der dem alten Deich vorgelagert ist.

## Baumaßnahme

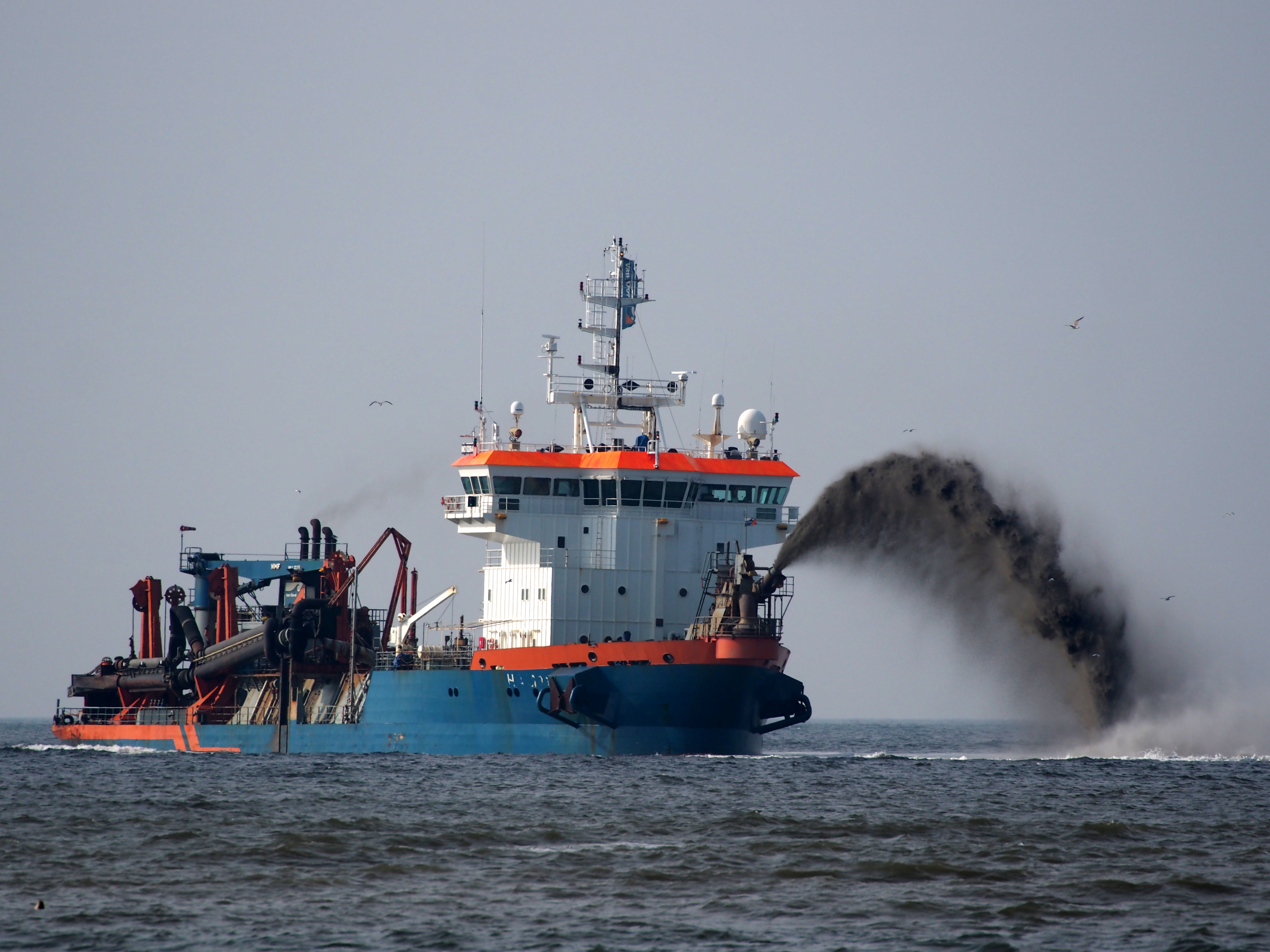
Saugbagger vor Petten (2014)

Die Durchführung der Baumaßnahme erfolgte in den Jahren 2013 bis 2015 und es entstanden mit 35 Millionen Kubikmetern Sand die Hondsbosschen Dünen. Sie bilden die Verbindung der Dünengebiete des Zwanenwaters mit den Schoorlser Dünen, dem breitesten Naturgebiet entlang der niederländischen Küste. Der nun flach auslaufende Strand bewirkt ein Brechen der Wellen weit vor der Küste, sodass der Wellenschlag auf den Strand und die Dünen stark reduziert wird. Dies stellt eine natürliche und nachhaltige Lösung dar. Einerseits folgt der Sand der Bewegung des Wassers beim Anstieg des Meeresspiegels und andererseits kann abgetragener Sand leicht wieder ersetzt werden. Bei der Küstenverstärkung durch Sand hilft die Natur bei der Arbeit und macht dadurch die Maßnahmen kostengünstiger.
Anstelle eines kaum nutzbaren und unattraktiven Küstenstreifens entstand ein neuer acht Kilometer langer Sandstrand, der einen sanften Übergang vom Meer zum Land darstellt. Am südlichen Übergang zu den Schoorlser Dünen wurde eine künstliche Lagune geschaffen, die eine beliebte Badestelle auch für Kinder ist. Mit der Anlage von neuen Rad- und Wanderwegen, Strandabgängen und Aussichtsdünen wurden die Attraktivität gesteigert und neue Möglichkeiten für Erholung und Tourismus geschaffen. Am Nordende des neuen Dünengebiets wurde eine Panoramadüne aufgeschüttet und ein Aussichtspunkt geschaffen. Von dort ist der alte Deich und sein Verlauf in Richtung Süden am Dorfrand von Petten gut auszumachen.
Mit der Sandvorlagerung vergrößerte sich das Gemeindegebiet von Petten und erreichte das ehemalige Dorfzentrum, das vor Jahrhunderten bei einer Sturmflut verloren ging. Zur Erinnerung wurde an der Stelle der alten Dorfkirche am Strand eine Gruppe von Stelen aus Holz aufgestellt. Auch die Natur profitiert durch neue Naturzonen wie dem Wechsel von ruhigen, feuchten Dünentälern mit trockenen Dünenkämmen. Dabei wurde der alte Deich integriert und bleibt für den Tourismus sichtbar. Bei der laufenden Überwachung werden die Vögel gezählt und die Pflanzen untersucht, die den Flugsand zurückhalten sollen. Die Höhe und Breite von Dünen und Strand werden regelmäßig kontrolliert, um die Zuverlässigkeit des Küstenschutzes nachzuweisen. 
Damit ist die Küste von Nordholland wieder durchgehend vor den Sturmfluten der Nordsee geschützt. Die Baumaßnahme lief in den Niederlanden unter dem Motto „Kust op Kracht“ (dt.: Küste verstärken) und „Zand tegen Zee“ (dt.: Sand gegen Meer).

Nordende des Dünengebiets mit Blick Richtung Norden, rechts die neue Panoramadüne (2024)
Panorama neuer Strand Petten mit Strandpavillon
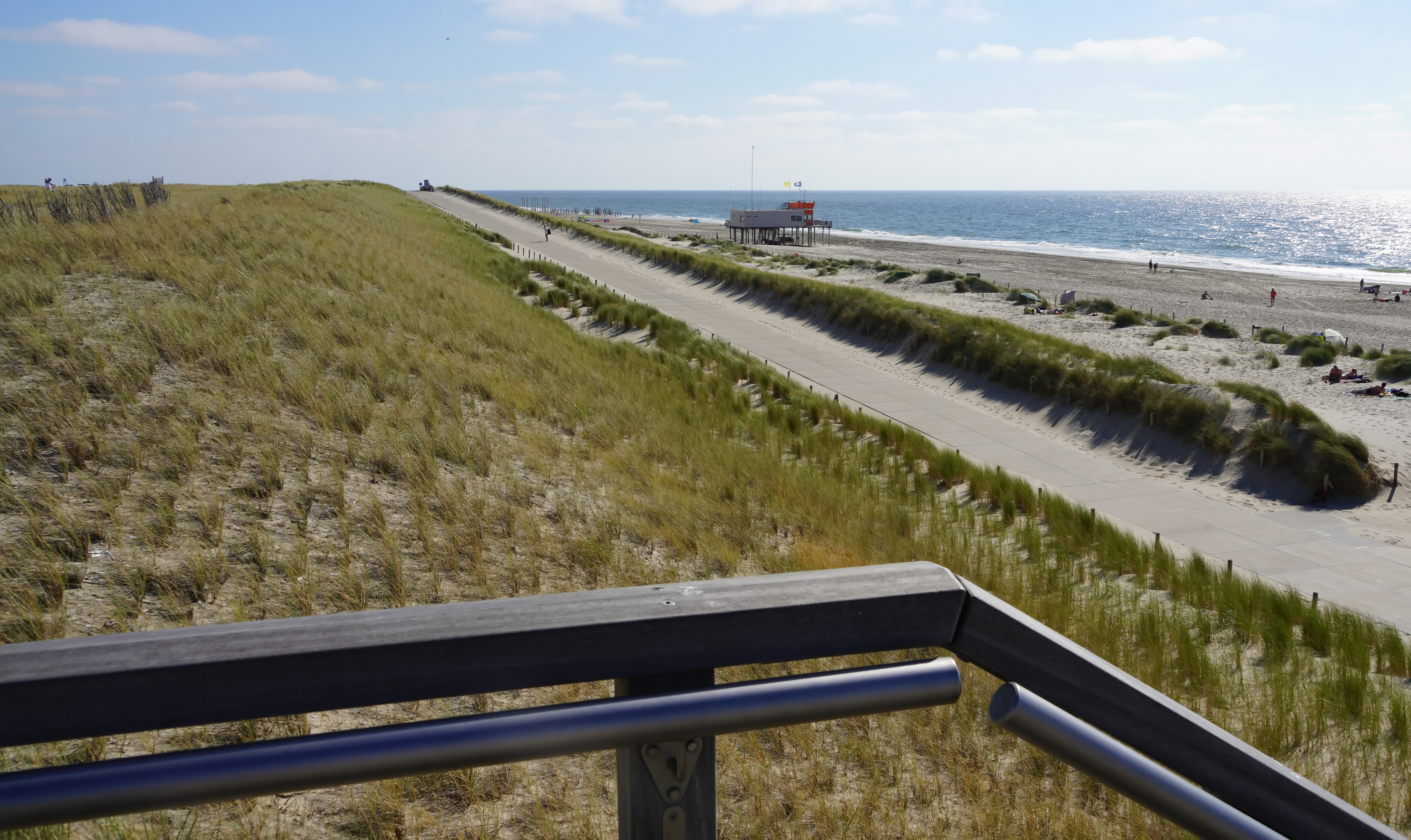
Strand vor den Hondsbosschen Dünen
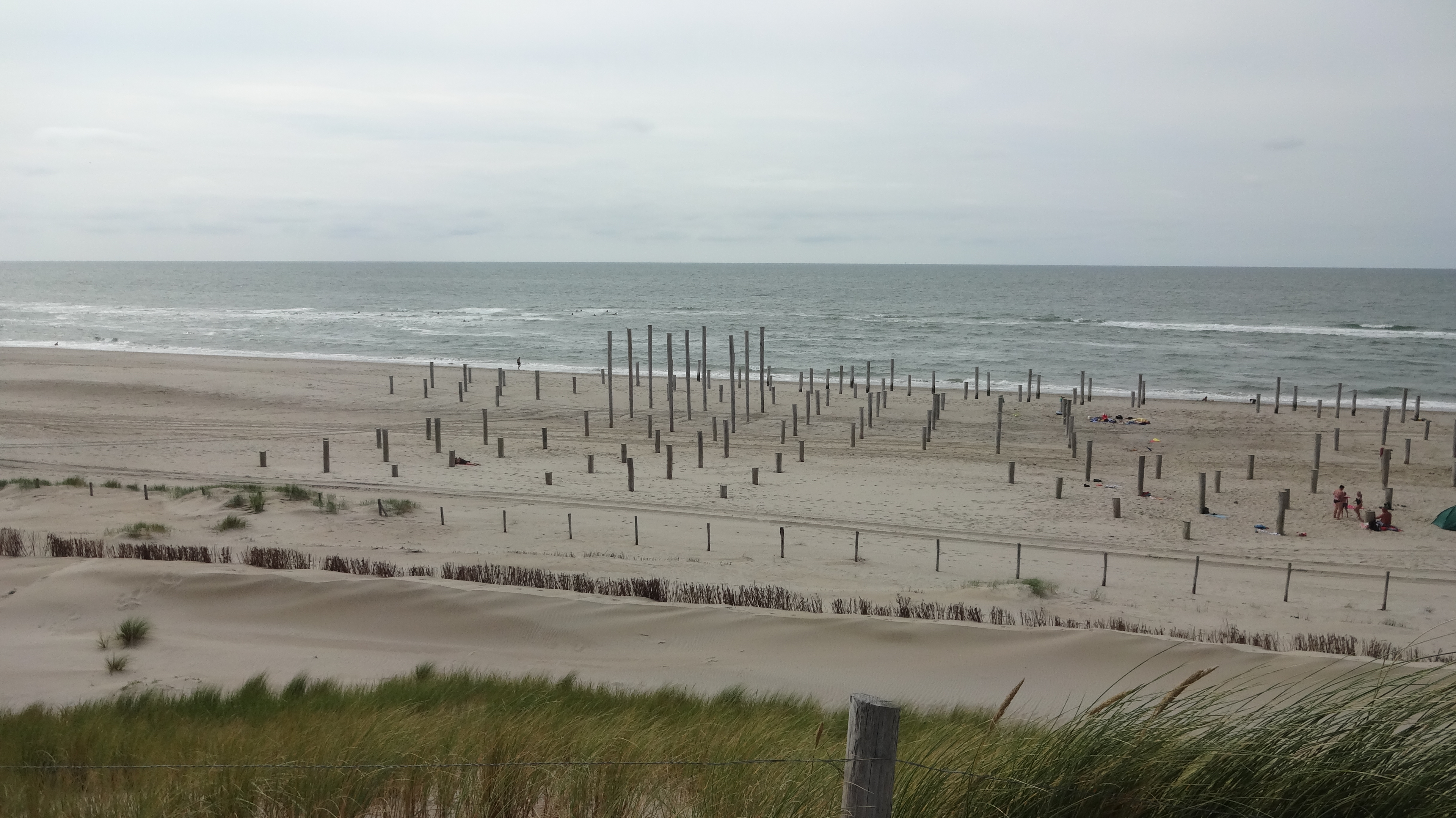
Die Position der alten Dorfkirche von Petten (2017)
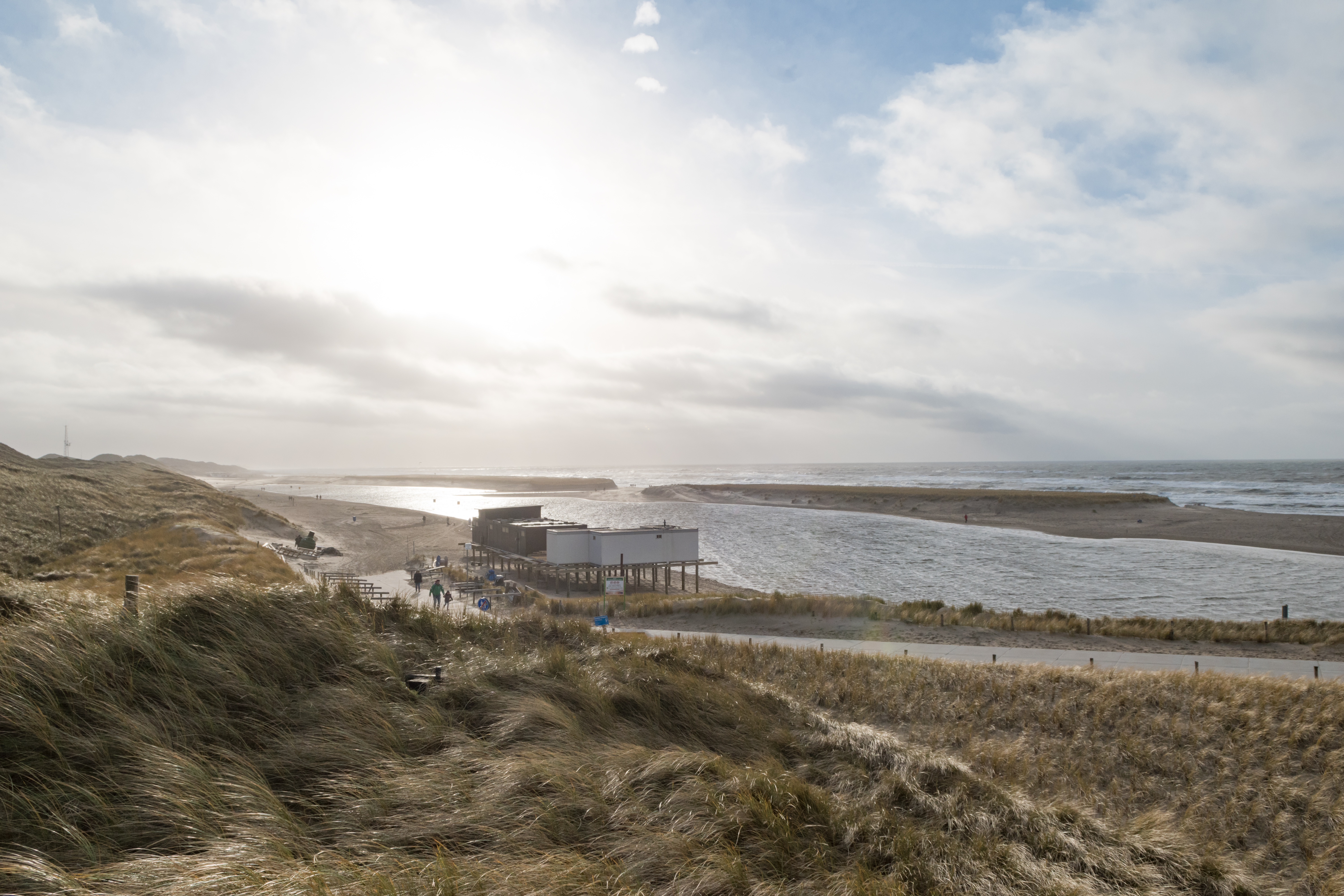
Die Lagune in Camperduin